# Zeulenroda-Triebes

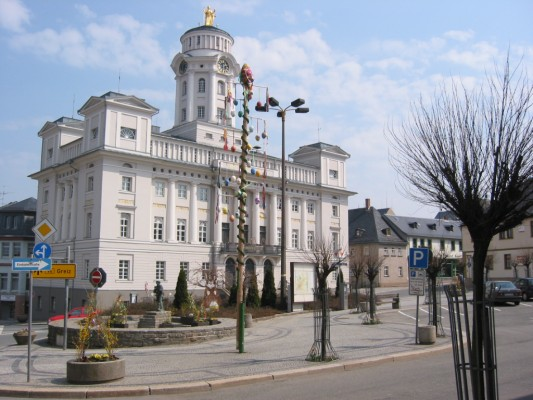

Zeulenroda-Triebes es una ciudad en el distrito de Greiz, Turingia, Alemania. 
Zeulenroda fue mencionada por primera vez en 1325 en el Zu Ulenrode. Población: 18.000 (2006).

## Geografía
- Altitud: 425 metros.
- Latitud: 50º 39' 00" N
- Longitud: 011º 58' 59" E

## Personas célebres
- Jürgen Raab
- Adolf Scheibe
- Friedrich Schenker